# (6888) 1971 BD3
(6888) 1971 BD3 (1971 BD3, 1971 DF, 1976 JY5, 1986 WX6, 1990 VJ2) — астероїд головного поясу.
Тіссеранів параметр щодо Юпітера — 3.416.